# Academia Médica Portopolitana
Academia Médica Portopolitana ou Real Academia Médico-Portopolitana. Academia científica fundada em 1749 na cidade do Porto pelo cirurgião Manuel Gomes de Lima (1727-1806). Os primeiros Estatutos foram aprovados  pelo irmão do Rei, o Arcebispo D. José de Bragança, protector da Academia.
Além de Manuel Gomes de Lima, a Academia contou com a presença de João Mendes Sachetti Barbosa, dirigente do Círculo de Évora, o qual trouxe António Nunes Ribeiro Sanches e Jacob de Castro Sarmento. Em Lisboa, o lugar dirigente foi ocupado pelo médico stahliano José Rodrigues de Abreu.

## História
O cirurgião Manuel Gomes de Lima fundou e foi o principal impulsionador, em meados do Século XVIII, de várias academias médico-cirúrgicas na cidade do Porto. Ao todo, num espaço de onze anos, fundou nada menos que quatro academias, mas estas podem ser reduzidas apenas a duas: uma academia cirúrgica e outra médica. A primeira, a Academia Cirúrgica Portuense, funcionou em dois períodos distintos, 1748-1749 e 1759-1764. A segunda, que incluía a Medicina, a Cirurgia e a Farmácia, foi criada em 1749, primeiro com o nome de Academia dos Escondidos e depois com o de Academia Médico-Portopolitana, funcionando até cerca de 1752.
A primeira academia fundada no Porto foi a Real Academia Cirúrgico-Proto-Tipo-Lusitânica Portuense, também chamada Academia Cirúrgica Portuense. Os Estatutos foram aprovados a 5 de Setembro de 1748. Gomes de Lima, que já se afastara antes desta data, por incompatibilidade com outros académicos, promoveu de imediato a criação de uma nova academia com médicos, cirurgiões e boticários. Esta iniciou os seus trabalhos em Janeiro de 1749, com a denominação de Academia dos Escondidos da Cidade do Porto ou dos Imitadores da Natureza. Editou o único volume do Zodíaco Lusitano Délfico, correspondente ao mês de Janeiro de 1749, que pretendia ser o primeiro periódico científico em Portugal. Os académicos obtiveram a protecção do irmão do rei e filho natural de D. Pedro II, o Arcebispo e Senhor de Braga. Logo de seguida, a Academia dos Escondidos transformou-se na Academia Médico-Portopolitana. Os primeiros Estatutos foram aprovados em 14 de Abril de 1749. A academia tinha membros distribuídos pelo Porto, Braga, Lisboa, Évora, Brasil e Espanha. Em Janeiro de 1751, os Estatutos ainda foram reformados, mas conflitos internos, a ida de Gomes de Lima para a Universidade de Coimbra, a morte do Arcebispo e de vários membros levaram à sua desagregação.
Sendo parte do movimento de renovação intelectual anterior à Reforma Pombalina (1772), a Academia Médico-Portopolitana tomou como bandeira a ciência experimental e as teorias médicas de Hermann Boerhaave contra Aristóteles e Galeno, ainda dominantes no ensino médico. Apesar de todo o seu potencial, os resultados obtidos foram muito reduzidos.